# Pterolophia antennata
Pterolophia antennata är en skalbaggsart som beskrevs av Stefan von Breuning och De Jong 1941. Pterolophia antennata ingår i släktet Pterolophia och familjen långhorningar.
Artens utbredningsområde är Filippinerna. Inga underarter finns listade i Catalogue of Life.